# Луна (денс група)
Луна је српска поп-денс група. Оснивач групе је Чедомир Рајичић познатији као Чеда Чворак.
Група је основана 1996. када је издат и први албум Само своја, са којим постају прва денс група године са албумом године. На фестивалу Сунчане скале у Херцег Новом, са песмом Само једну ноћ освајају треће место, исте године.
Прва и најпознатија певачица је Маја Марковић, која је у групи била од 1996. до 2006. године. Луна два пута учествује на Беовизији 2004. и 2005. године.

## Чланови групе:
- Чедомир Рајичић (Чеда Чворак) - вокал, гитара, композитор, текстописац, оснивач групе Луна.
- Маја Марковић - вокал (1996—2006)
- Синиша Цветковић - клавијатуре
- Саша Шарвари - бубњеви (2000-2006)
- Јелена Ковачевић - вокал (2006—2007)
- Кристина Чанковић - вокал (2007—2009)
- Зејна Муркић - вокал (2009—2010)
- Лидија Јаџић - вокал (2009—2016)
- Ивана Крунић - вокал (2010—2017)
- Теодора Мијушковић - вокал (2017—2023)
- Дуња Флеш (Дуња Черевицки) - вокал (2022—данас)

## Фестивали
Пјесма Медитерана, Будва:
- Наша љубав, '97

Сунчане скале, Херцег Нови:
- Само једну ноћ, треће место, '98
- СМС, 2007
- Гора зелена, 2008

Беовизија:
- 222, 2004
- Сентиментос, 2005

## Дискографија

### Албуми
- Само своја (1998)
- Ти и ја можемо све (1999)
- Године лете, године луде (2001)
- И у добру и у злу (2002)
- Милион долара (2004)
- Без маске до даске (2005)
- Улица уздаха (2007)
- Да сан не престане (2009)
- Sex On The Beach (2010)
- Луна 10 (2012)
- 011 (2014)
- Зодијак (2017)
- Карма (2019)

### Компилације
- (2005)

### Видеографија
Као главни вокал групе Маја Марковић
| Спот               | Година | Режисер                       |
| ------------------ | ------ | ----------------------------- |
| Девет и по недеља  | 1998   | —                             |
| Сестра             | 1998   | —                             |
| Не остављај ме     | 1998   | —                             |
| Да ме љубиш ноћима | 1999   | —                             |
| Нека је            | 1999   | —                             |
| 9 дана 9 ноћи      | 2000   | —                             |
| Небо зна           | 2000   | Дејан Милићевић               |
| Мирише јули        | 2000   | —                             |
| Да си вино         | 2001   | Daba                          |
| Плава кошуља       | 2001   | Daba                          |
| Врати се молим те  | 2001   | Daba                          |
| 7 дана             | 2001   | Bobansky,Daba                 |
| Бубице             | 2001   | Bobansky,Daba                 |
| 2002               | 2002   | —                             |
| Луда               | 2002   | artwork                       |
| Издајице           | 2002   | —                             |
| Благослов          | 2002   | —                             |
| Србија             | 2002   | —                             |
| Још ти верујем     | 2004   | Daba, Чеда Чворак             |
| Мазо               | 2004   | Daba, Чеда Чворак             |
| Милион долара      | 2004   | Владимир Дабовић, Чеда Чворак |
| Шећеру             | 2005   | Чеда Чворак                   |
| Краговрат          | 2006   | Лудмил Иларионов — Луси       |

Као главни вокал групе Кристина Чанковић
| Спот              | Година | Режисер          |
| ----------------- | ------ | ---------------- |
| Ти ниси као други | 2007   | SATELIT PUBLIC   |
| Улица уздаха      | 2007   | Hayat Production |
| Esena thelo mono  | 2008   | SATELIT PUBLIC   |

Као главни вокал групе Зејна Муркић
| Спот    | Година | Режисер    |
| ------- | ------ | ---------- |
| Паника  | 2009   | —          |
| Ало ало | 2010   | adrenaline |

Као главни вокали групе Лидија Јаџић и Ивана Крунић
| Спот                    | Година | Режисер          |
| ----------------------- | ------ | ---------------- |
| Вино, кармин, адреналин | 2011   | OutDoggy         |
| Текила лимун и со       | 2011   | Ђорђе Трбовић    |
| Дупла шкорпија          | 2012   | Давид Бурк       |
| Тропикана               | 2014   | Станко Вучићевић |
| За твоје очи            | 2014   | Станко Вучићевић |
| Red Bull                | 2014   | Станко Вучићевић |
| After Party             | 2016   | Satelit Public   |
| Волиш ме више од бивше  | 2016   | Борис Јаворски   |
| Бидермајер              | 2016   | Станко Вучићевић |
| Успомене                | 2016   | Станко Вучићевић |
| Може може               | 2017   | Станко Вучићевић |

Као главни вокал групе Теодора Мијушковић
| Спот      | Година | Режисер                            |
| --------- | ------ | ---------------------------------- |
| Београде  | 2017   | Станко Вучићевић                   |
| Зодијак   | 2018   | Станко Вучићевић                   |
| Конобару  | 2018   | Станко Вучићевић                   |
| Танак лед | 2018   | Станко Вучићевић                   |
| Рецка     | 2019   | Станко Вучићевић                   |
| Карма     | 2019   | Magic Box Digital (Bojan Mitrovic) |